# Docalidia loricatus
Docalidia loricatus är en insektsart som beskrevs av Henry Fairfield Osborn 1924. Docalidia loricatus ingår i släktet Docalidia och familjen dvärgstritar. Inga underarter finns listade i Catalogue of Life.